# 허리케인

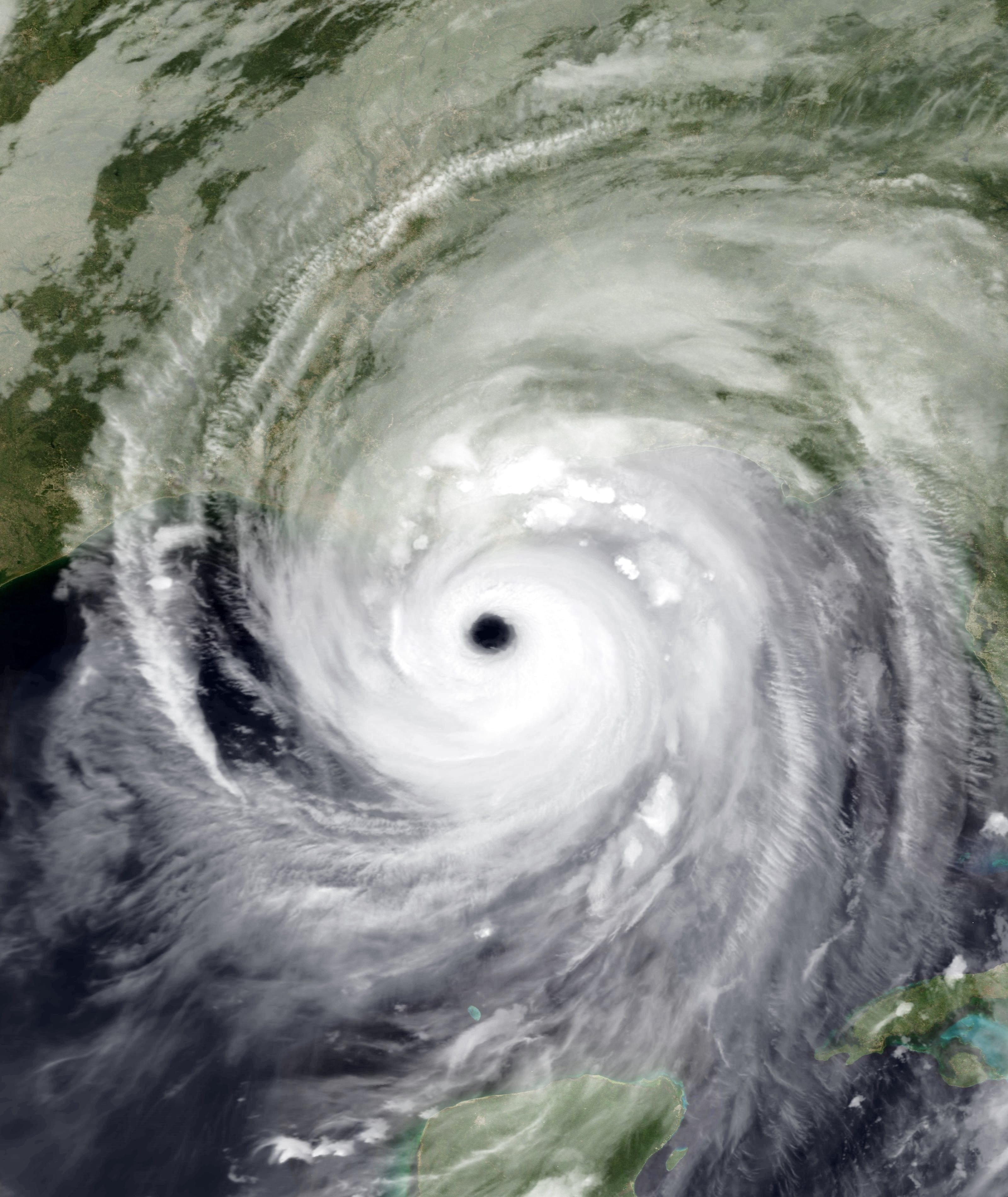
허리케인 카트리나 (2005년)

허리케인(Hurricane)이란 북대서양, 북동태평양 등 다양한 지역에서 발생한 열대 저기압 중 최대 풍속이 시속 64kts(74마일, 119km) 이상인 것을 말한다, 허리케인은 폭풍의 신, 강대한 바람이란 뜻을 가진 후라칸이란 말에서 유래됐다. 또한 영어로 허리케인이라 할 때는 보퍼트 풍력 계급으로 풍력 12(34m/s 이상)의 바람을 가리킨다.

## 발생 지역
- 대서양 북부 (카리브해, 멕시코만을 포함한 북대서양)
- 대서양 남부 (잘 발생하지 않는다)
- 태평양 북동부 (서경 140도 동쪽의 북태평양)
- 태평양 북중부 (180도~서경 140도 사이의 북태평양)

## 형성 과정
열대 저기압(Tropical cyclones)은 여름 동안 발달하는 경향이 있지만, 대부분의 열대 저기압 분지(Tropical cyclone basins)에서 거의 매달 발견되고 있다. ENSO와 매든-줄리안 진동( Madden–Julian oscillation, MJO)과 같은 기후 주기(Climate cycle)는 열대 저기압의 성장 시기와 빈도를 조절한다. 적도 양쪽에 있는 열대 저기압은 일반적으로 열대 수렴대(Intertropical Convergence Zone)에서 비롯되는데, 이러한 열대 수렴대는 바람이 북동쪽이나 남동쪽에서부터 불어온다. 이 저기압의 넓은 영역 내에서 공기는 따뜻한 열대 바다 위로 가열되고 분리된 구획으로 상승하며, 이로 인해 천둥 같은 소나기가 형성된다. 이러한 소나기는 매우 빨리 사라지지만, 이러한 소나기는 서로 모여 큰 천둥 번개를 형성할 수 있다. 이는 따뜻하고, 습하며, 빠르게 상승하는 공기의 흐름을 만들어내며, 지구의 자전과 상호작용하며 순환적으로 회전하기 시작한다.
| 사피어-심프슨 허리케인 등급 | 사피어-심프슨 허리케인 등급 | 사피어-심프슨 허리케인 등급 |
| 등급                        | 풍속                        | 파고                        |
| --------------------------- | --------------------------- | --------------------------- |
| 5                           | ≥70 m/s ≥136 kt             | ≥5.5 m ≥19 ft               |
| 4                           | 59 ~ 69 m/s 114 ~ 135 kt    | 4.0 ~ 5.5 m 13 ~ 18 ft      |
| 3                           | 50 ~ 58 m/s 96 ~ 113 kt     | 2.7 ~ 3.7 m 9 ~ 12 ft       |
| 2                           | 43 ~ 49 m/s 83 ~ 95 kt      | 1.8 ~ 2.4 m 6 ~ 8 ft        |
| 1                           | 33 ~ 42 m/s 64 ~ 82 kt      | 1.2 ~ 1.5 m 4 ~ 5 ft        |
| 추가 구분                   |                             |                             |
| 열대폭풍                    | 18 ~ 32 m/s 34 ~ 63 kt      | 0 ~ 0.9 m 0 ~ 3 ft          |
| 열대저기압                  | 0 ~ 17 m/s 0 ~ 33 kt        | 0 m 0 ft                    |

이러한 뇌우가 더 성장하기 위해서는 약 27 °C(81 °F)의 해수면 온도(sea surface temperatures)와 시스템을 둘러싼 낮은 수직 윈드 시어(wind shear), 대기 불안정성, 대류권(troposphere) 하층~중층부의 높은 습도(humidity), 저압 중심, 기존의 낮은 수준의 집중 또는 방해의 저압 센터(low-pressure center)를 발달시키기에 충분한 코리올리 힘(Coriolis force) 등의 여러 요소들이 필요하다. 열대 저기압의 강도는 경로상의 수온과 밀접한 관련이 있는 한계가 있다. 전 세계적으로 매년 평균 86개의 열대 폭풍 강도의 열대 저기압이 형성된다. 그 중 47개는 119 km/h(74 mph) 이상의 강도에 도달하고, 20개는 강한 열대 저기압이 된다(사피어-심프슨 허리케인 등급(Safir-Simpson Scale)에서 최소 카테고리 3 강도)

## 구조

### 눈과 중심
완전히 발달한 열대성 저기압의 중심에서, 공기는 상승하기보다는 가라앉는다. 충분히 강한 열대성 저기압의 경우, 공기가 구름 형성을 억제할 수 있을 만큼 깊은 층 위로 가라앉아 맑은 태풍의 눈을 형성할 수 있다. 비록 바다의 날씨는 극단적으로 격렬할 수 있지만, 태풍의 눈의 날씨는 일반적으로 잔잔하고 뇌우가 없다. 태풍의 눈은 일반적으로 원형이며 보통 직경이 30~65km(19~40마일)이지만, 3km(1.9마일)만큼 작은 눈과 370km(230마일)만큼 큰 눈도 관찰되어왔다.
태풍의 눈 주위의 적란운은 일반적으로 실내 미식축구 경기장과 비슷하게 바깥쪽으로 갈수록 높이 확장되는데, 이 현상을 " 경기장 효과 "라고 한다. 눈의 벽은 풍속이 가장 빠르고, 공기가 가장 빠르게 상승하고, 구름이 가장 높은 고도 에 도달하고, 강수량이 가장 많은 곳이다. 가장 심한 바람 피해는 열대 저기압의 눈의 벽이 육지를 통과하는 곳에서 발생한다.
약한 열대 저기압에서 태풍의 눈은 열대 저기압의 중심 근처에 강한 뇌우 활동이 집중된 지역과 관련된 상부 권운 보호막인 CDO(Central Dense Overcast)로 가려질 수 있다.
태풍의 눈의 벽은 특히 강한 열대 저기압에서 태풍의 눈의 벽 교체 주기의 형태로 시간이 지남에 따라 변할 수 있다. 바깥 표면의 강우대는 안쪽으로 천천히 움직이는 뇌우의 바깥 고리로 구성될 수 있으며, 이는 일차 눈의 벽의 습기와 각운동량을 빼앗는 것으로 여겨진다. 일차 눈의 벽이 약해지면 열대성 저기압이 일시적으로 약해진다. 주기가 끝날 때 바깥 표면의 태풍의 눈이 일차 태풍의 눈을 대체하고, 이때 열대 저기압은 원래 강도로 돌아올 수 있다.

### 크기
폭풍 크기를 측정하는 데 일반적으로 사용되는 다양한 지표들이 있다. 가장 일반적인 지표로는 최대 풍속 반경, 34노트(17m/s, 63km/h, 39mph) 풍속 반경, 가장 바깥쪽 폐쇄 등압선( ROCI )의 반경, 사라지는 바람의 반경이 있다. 열대 저기압의 상대적인 소용돌이 장이 1×10-5 s-1로 감소하는 반경도 있다.
지구에서 일반적인 열대 저기압은 바람의 반경으로 측정했을 때 100-2,000km(62-1,243마일)의 넓은 크기에 걸쳐 있다. 평균적으로 북서 태평양 분지에서 가장 크고 북동 태평양 분지에서 가장 작다. 가장 바깥쪽 닫힌 등압선의 반지름이 위도 2도 (222km( 138mi)) 미만이면, 열대 저기압은 "매우 작다" 또는 "midget"이다. 위도 3~6도(333~670km(207~416마일))의 반경은 "평균 크기"로 간주된다. "아주 큰" 열대 저기압은 반경이 8도(888km(552마일)) 이상이다. 관측에 따르면 크기는 폭풍의 강도(최대 풍속), 최대 바람 반경, 위도, 최대 잠재 강도와 같은 변수와 약한 상관 관계가 있는 것으로 나타났다. 열대 저기압 "Tip"은 직경이 2,170km(1,350mi)인 열대성 폭풍우를 동반하는 기록상 가장 큰 사이클론이다. 가장 작은 폭풍은 열대 저기압 마르코(2008) 로, 직경이 37km(23마일)에 밖에 되지 않는 열대 저기압을 발생시켰다.

## 피해 및 대처
지름이 320 ~ 480km인 강력한 소용돌이 폭풍으로 중심 부근에는 바람이 120km/h 또는 150km/h 이상으로 불기 때문에 넓은 지역에서 큰 피해를 입는다. 허리케인이 발생하는 동안 기상학자들은 대서양과 태평양 특히 카리브해와 멕시코만을 관찰하고 기상위성이 찍은 사진을 분석하고, 기압·기온·풍속과 같은 자료를 수집하여 허리케인이 어느 지역을 얼마나 강타할 것인지 예측한다. 위성·비행기·레이더로 경로를 추적한 뒤, 기상센터는 허리케인의 경로에 있는 지역에 경보를 내린다

## 발달 단계
처음에는 열대 저기압에서 시작하여 열대 폭풍, 그다음에는 허리케인으로 발달하게 된다. 일단 열대 저기압은 눈이 없고, 바람의 세기도 60km/h 이하로 약하다. 그 열대 저기압은 열대 폭풍으로 발달한다. 열대 폭풍은 눈이 있기도 하고 없기도 한다.
바람의 세기는 60-117km/h까지 성장한다. 허리케인은 눈이 있고 바람의 세기는 117km/h 이상으로 매우 세다. 또한, 힘에 따라 5개의 카테고리로 분류된다. 바람의 세기가 카테고리 1은 117km/h 이상, 카테고리 2는 165km/h 이상, 카테고리 3은 211km/h 이상, 카테고리 4는 250km/h 이상, 카테고리 5는 323km/h 이상이다. 카테고리 5는 바람의 세기와 비가 매우 세기 때문에 많은 피해가 발생한다. 하지만, 그 수는 많지 않다.

## 움직임

### 환경 조타(Environmental steering)
환경 조타는 열대성 사이클론의 움직임에 가장 큰 영향을 미친다. 그것은 "개울에 의해 운반되는 나뭇잎"과 유사한 우세풍과 다른 더 넓은 환경 조건들로 인한 폭풍의 움직임을 나타낸다.
물리적으로 열대 저기압 근처의 바람 또는 흐름범위는 폭풍 자체와 관련된 흐름과 환경의 대규모 흐름의 두 부분으로 취급될 수 있다. 열대 저기압은 환경의 대규모 흐름 내에서 중단된 소용돌이 현상의 극댓값으로 취급될 수 있다. 이런 식으로 열대 저기압 운동은 지역 환경 흐름에 의한 폭풍의 이류로 일차적으로 표현될 수 있다. 이러한 환경 흐름은 "조타 흐름"이라고 불리며 열대 저기압 운동에 가장 큰 영향을 미친다. 조타 흐름의 강도와 방향은 사이클론 근처에서 수평으로 부는 바람의 수직 통합과 근사할 수 있으며, 이러한 바람이 발생하는 고도에 의해 가중된다. 바람은 높이에 따라 달라질 수 있기 때문에 조타 흐름을 정확하게 결정하는 것은 어려울 수 있다.

## 영향

### 환경적 영향
열대 저기압은 따뜻하고 습한 열대성 공기를 중위도와 극지방으로 이동시키고, 용승을 통해 열염순환을 조절함으로써 전지구적 열 균형을 유지하는 데 도움이 된다. 열대 저기압의 폭풍 해일과 바람은 인간이 만든 인공 구조물에 파괴적일 수 있지만,  일반적으로 중요한 어류 번식 장소인 연안의 하구를 휘젓는다. 염습지와 같은 생태계는 육지를 침식하고 초목을 파괴하는 열대 저기압에 의해 심각하게 손상되거나 파괴될 수 있다. 열대 저기압은 이용 가능한 영양소의 양을 증가시켜 수역에 해로운 조류 번성을 유발할 수 있다. 그리고 열대 저기압이 지나간 후 곤충 개체군의 양과 다양성 모두 감소할 수 있다.
허리케인이 바다에서 해안으로 밀려오면 많은 담수 지역에 염분이 유입되고 일부 서식지가 견딜 수 없을 정도로 염분 수준이 높아진다. 일부는 염분에 대처하여 염분 염습지를 바다로 다시 방출시킬 수 있지만 다른 일부는 표면에 있는 여분의 해수를 충분히 빨리 방출하지 못하거나 이를 대체할 만큼의 충분한 담수 공급원이 없다. 따라서 일부 식물과 초목의 종들은 과도한 염분으로 인해 죽는다. 게다가 허리케인은 육지에 상륙할 때 독소와 산성 물질을 운반할 수 있다. 홍수는 다양한 유출로부터 독소를 흡수하고, 이 홍수가 땅을 오염시킬 수 있다. 이러한 독소들은 그 지역의 사람과 동물은 물론 주변 환경에도 해롭다. 열대 저기압은 파이프라인과 저장 시설을 손상시키거나 파괴함으로써 기름 유출을 유발할 수 있다.  이와 유사하게 화학물질 및 가공시설이 파손되어 화학물질 유출 사고가 보고된 바가 있는데,  열대 저기압이 영향을 미치는 동안, 수로가 니켈, 크롬, 수은과 같은 독성을 띠는 금속으로 오염되었다는 사례가 보고되었다.

## 많이 알려져 있는 허리케인
- 1900년 갤버스턴 허리케인
- 허리케인 카트리나
- 허리케인 구스타브
- 허리케인 아이린
- 허리케인 샌디
- 허리케인 퍼트리샤
- 허리케인 이고르
- 허리케인 윌마
- 허리케인 아이크
- 허리케인 로라

## 같이 보기
- 열대 저기압
- 사이클론
- 태풍